# 吉田帆乃華
吉田 帆乃華（よしだ ほのか、2014年〈平成26年〉6月26日 - ）は、福岡県出身の日本の子役。Courage Kids所属。身長は142cm。

## 出演

### ドラマ
- NTV「放送局占拠」(武蔵えみり)
- 読売テレビ・日本テレビ系「彼女がそれも愛と呼ぶなら」第9話 伊麻(幼少期)
- 中京テレビ「霧尾ファンクラブ」第7話 藍美(幼少期)
- UniReel「他人未満-親愛なる疎ましい貴方-」清香(幼少期)
- NTV「相続探偵」第6話 真央(幼少期)
- TBS「まどか26歳、研修医やってます！」(内田花音)
- CX「監察医 朝顔2025新春スペシャル」朝顔(幼少期)
- NHK大河ドラマ「べらぼう〜蔦重栄華乃夢噺〜」(あやめ)
- TX「量産型のリコ-最後のプラモ女子の人生組み立て記-」第8話（声の出演）
- EX「スカイキャッスル」洋子(幼少期)
- SusHi Tech Tokyo 2024 近未来オムニバスドラマ「大切な友達」(ハナ)
- NTV「新空港占拠」(武蔵えみり)
- NHK総合・BSP4K「デフ・ヴォイス 法廷の手話通訳士」前編・後編
- TBS「Maybe 恋が聴こえる」蕾(幼少期）
- MBS「女子高生、僧になる。」麦（幼少期）
- TBS「18/40〜ふたりなら夢も恋も〜」第2話 瞳子（幼少期）
- NHK大河ドラマ「どうする家康」第13.15.22回 亀姫（少女時代）
- Amazon Original ドラマ「エンジェルフライト」凛子（幼少期）
- NTV「大病院占拠」(武蔵えみり)
- 関西テレビ/TOKYO MX「合コン行ったら女がいなかった話」第6話 (水元茉莉花)
- TX「自転車屋さんの高橋くん」第3話 朋子（幼少期）
- NTV「金田一少年の事件簿」第4話 (トイレの花子さん)
- CX「やんごとなき一族」第1話 (女の子)
- カンテレ「新・ミナミの帝王」(三好咲良)
- Hulu「君と世界が終わる日に Season3」(子供)
- EX「機界戦隊ゼンカイジャー」第37カイ (小野由梛)
- NTV「ハコヅメ～たたかう！交番女子～」第6話 (女子A)
- WOWOW「連続ドラマW 黒鳥の湖」美華（幼少期）
- NHK連続テレビ小説「おかえりモネ」百音（幼少期）
- NHK大河ドラマ「青天を衝け」渋沢てい（幼少期）
- CX「レンアイ漫画家」第10話 (小さい子ども)
- ひかりTV　オリジナルドラマ「ボーダレス」圭（幼少期）
- NTV「ウチの娘は、彼氏ができない!!」空（幼少期）
- EXドラマスペシャル「黒革の手帖〜拐帯行〜」元子（幼少期）
- EX「マリーミー！」陽茉里（幼少期）
- TBS「お金の切れ目が恋のはじまり」第3話 ひかり（幼少期）
- NTV「私たちはどうかしている」第6話 (女の子)
- TBS「病院で念仏を唱えないでください」第6話 (和田里紗)
- TBS「G線上のあなたと私」7話 北河多実(幼少期)
- TBS「凪のお暇」(チビ凪)

### 書籍
1. ↑  「吉田帆乃華のプロフィール」『ORICON NEWS』オリコン。2025年7月14日閲覧。
2. ↑  「吉田 帆乃華」Courage Kids。2025年7月14日閲覧。